# Pablo Larraín
Pablo Larraín (Santiago, 19 de agosto de 1976) é um diretor, produtor e roteirista de cinema, indicado ao Oscar de Melhor Filme Estrangeiro em 2013 pelo filme No e ao Globo de Ouro em 2015 pelo filme O Clube.

## Biografia

### Inícios
Pablo Larrain Matte nasceu em 19 de agosto de 1976, filho do professor de direito Hernán Larraín e da ex-ministra de habitação e urbanismo Magdalena Matte. Estudou comunicação audiovisual na Universidade de Artes, Ciências e Comunicação de Santiago.

### Carreira
É co-fundador da produtora Fábula, empresa na qual desenvolve seus projetos cinematográficos e publicitários. Dirigiu seu primeiro longa-metragem em 2005, que foi lançado oficialmente em março de 2006 e ganhou aclamação internacional depois de ganhar vários prêmios em festivais de cinema internacionais, especialmente em Cartagena e  Málaga. Seus seguintes filmes consolidaram seu sucesso internacional. Em 2011 começou a dirigir uma série de televisão, Prófugos.
Seu quarto longa-metragem é No, no qual Gael García Bernal desempenha o papel de proprietário de uma empresa de publicidade que dirige uma campanha para votar "Não" no plebiscito de 1988 que foi projetado para manter Augusto Pinochet no poder. No foi selecionado na seção da Quinzena dos Diretores no Festival de Cannes em 2012  onde ganhou o Prêmio C.I.C.A.E. O filme também foi indicado ao Oscar de melhor filme estrangeiro na 85ª edição da premiação.
Em 2011 Larraín co-dirigiu a série de televisão Prófugos, distribuída pela HBO América Latina.
Apesar de seus laços familiares com a direita chilena, seu trabalho como diretor de cinema não tem nada em comum com a direita política e o próprio Larraín é anti-Pinochet. "No Chile, a direita, como parte do governo Pinochet, é diretamente responsável pelo que aconteceu com a cultura nesses anos, não só destruindo-a ou restringindo sua propagação, mas também através da perseguição de escritores e artistas", declarou Larraín em 2008. Ele afirmou que "o Chile se viu incapaz de se expressar artisticamente por quase vinte anos" e também sentiu que "a direita em todo o mundo não está muito interessada na cultura e isso revela a ignorância que provavelmente é deles, porque é difícil para que alguém possa aproveitar ao máximo algo ou apreciá-lo se não tiver conhecimento dele."
Em 2013, foi nomeado como membro do júri no 70º Festival Internacional de Cinema de Veneza.
Em 24 de março de 2014, o portal de entretenimento The Wrap informou que Larraín está em negociações para dirigir uma nova versão cinematográfica de Scarface para Universal Studios, com Paul Attanasio escrevendo o roteiro e produtor de 1983, Martin Bregman, dirigindo o projeto. A nova versão será ambientada no moderno Los Angeles e giraria em torno de um imigrante mexicano subindo no submundo criminoso.
Em 2015 estreia outro premiado filme do diretor, O Clube, vencedor do Grande Prêmio do Júri do Festival de Berlim.
Em 2016 são lançados dois filmes sob sua direção, Neruda, representante do Chile na disputa do Oscar de melhor filme estrangeiro em 2017, e, Jackie, que narra a vida de Jacqueline Kennedy nos dias após o assassinato de seu marido.

## Filmografia

### Diretor
- 2024: Maria
- 2023:  El Conde
- 2021: Spencer
- 2019: Ema
- 2016: Jackie
- 2016: Neruda
- 2015: O Clube
- 2012: No
- 2011: Prófugos (telessérie)
- 2010: Post mortem
- 2009: Resurrección (curta-metragem)
- 2008: Tony Manero
- 2006: Fuga